# Театао Теаннакі
Театао Теаннакі (англ. Teatao Teannaki; 1936 або 1939 — 11 жовтня 2016) — політик Кірибаті, другий президент країни в 1991—1994 роках.

## Кар'єра
1974 року був обраний до лав парламенту Кірибаті, де увійшов до складу комітету з громадського обліку. В 1979—1991 роках обіймав посаду віце-президента країни. Одночасно був міністром внутрішніх справ (1987) і міністром фінансів Кірибаті (1987—1991); також виконував обов'язки міністра освіти, культури та фінансово-економічного планування.
1991 року був обраний на пост президента країни. Одночасно, від 1992 року був міністром закордонних справ. Залишив пост глави держави в результаті винесення йому 1994 року вотуму недовіри.
В лютому 2016 року був обраний на посаду спікера парламенту Кірибаті. Помер на посаді в жовтні того ж року.